# Our Mutual Girl
Our Mutual Girl er en amerikansk stumfilm fra 1914.

## Medvirkende
- Norma Phillips som Margaret.
- Mayme Kelso som Mrs. James Knickerbocker.
- Jessie Lewis som Lewis.
- James Alling.
- Grace Fisher som Tante Abbie